# Curly Howard

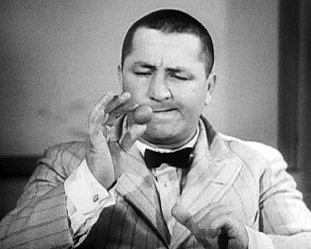
Curly Howard; Szene aus dem Kurzfilm Disorder in the Court (1936)

Curly Howard (* 22. Oktober 1903 in Brooklyn, New York City; † 18. Januar 1952 in San Gabriel, Kalifornien; eigentlich Jerome Lester Horwitz) war ein US-amerikanischer Komiker.

## Leben
Curly wurde als jüngster von fünf Söhnen von Jennie Mary (1870–1939) und Solomon Nathan Horwitz (1872–1943) geboren. Seine Brüder waren Irving (1891–1939), Benjamin Jacob (1893–1976), Shemp (1895–1955) und Moe (1897–1975).
Er war zeitweise Mitglied der Komikertruppe The Three Stooges, der er 1932 beitrat, als sein Bruder Shemp Howard ausschied, und die während dieser Phase ihre größten Erfolge feierte. Aus Gründen der Komik rasierte er sich eine Glatze und nannte sich fortan Curly (Lockenkopf). Er wurde rasch zum beliebtesten Mitglied der Stooges.
Nachdem seine erste Ehe annulliert worden war, heiratete er am 7. Juni 1937 Elaine Ackerman. Seine Tochter Marilyn wurde 1938 geboren, doch bereits im Juli 1940 wurde diese Ehe geschieden. 1945 heiratete er Marion Buxbaum, seine dritte Frau, von der er sich nach nur drei Monaten unglücklicher Ehe trennte. Die Scheidung erfolgte unter Skandalen und dem Waschen schmutziger Wäsche in der Öffentlichkeit. 
Curly hatte ein ausschweifendes Leben geführt, und dies blieb auf Dauer nicht ohne Folgen: bald nach seiner Trennung begann sich seine Gesundheit rapide zu verschlechtern. Am 6. Mai 1946 erlitt er einen ersten Schlaganfall beim Dreh einer Drei Stooges-Folge. Am 31. Juli 1947 heiratete er seine vierte Frau, Valerie Newman. Sie pflegte ihn auch, als sich sein Gesundheitszustand weiter verschlechterte. 1948 wurde Curlys Tochter Janie geboren. 1949 hatte er mehrere Schlaganfälle und verbrachte die meiste Zeit in Krankenhäusern und Sanatorien. Valerie pflegte ihn bis zu seinem Tod am 18. Januar 1952, als Curly Howard im Alter von 48 Jahren einer massiven Gehirnblutung erlag. Er wurde auf dem Home of Peace Memorial Park in East Los Angeles beigesetzt.

## Filmografie (Auswahl)
- 1933: Nertsery Rhymes (Kurzfilm)
- 1933: Broadway to Hollywood
- 1934: Zwei Herzen auf der Flucht (Fugitive Lovers)
- 1934: Operator 13
- 1938: Wee Wee Monsieur (Kurzfilm)
- 1941: Some More of Samoa (Kurzfilm)
- 1947: Hold that Lion! (Kurzfilm)